# Wally Henschel
Pour les articles homonymes, voir Henschel (homonymie).
Wally Henschel est une joueuse d'échecs allemande puis américaine née le 9 septembre 1893 à Hambourg et morte le 13 décembre 1988 à Miami.

## Biographie et carrière
Wally Henschel remporta la médaille de bronze au championnat du monde d'échecs féminin de 1930 à Hambourg et finit cinquième au championnat du monde féminin de 1933 à Prague. En 1930, elle fut la seule joueuse à battre la championne du monde Vera Menchik dans un tournoi pour le championnat du monde.
En 1939, elle émigra aux États-Unis.